# Euarchontoglires
Euarchontoglires (ook wel Supraprimates genoemd) is een superorde van zoogdieren, volgens een nieuwe fylogenetische indeling van de placentadieren gebaseerd op recent DNA-onderzoek. In de nieuwe indeling vervangt Euarchontoglires de oude superorde Archonta, die ook de vleermuizen omvatte.
Tot deze groep behoren bijna 2900 soorten, iets meer dan de helft van het totale aantal zoogdieren. De knaagdieren maken met ruim 2300 soorten het overgrote deel hiervan uit. Ook de mens hoort tot deze superorde.
In de Euarchontoglires worden twee genetisch nauw verwante clades verenigd: Glires (de knaagdieren en haasachtigen) en Euarchonta (de primaten, toepaja's en vliegende katten).
Gebaseerd op fossiele vondsten en moleculair bewijsmateriaal denken biologen dat de groep zich waarschijnlijk ongeveer 85 tot 95 miljoen jaar geleden, tijdens het Krijt, afgesplitst heeft van de zustergroep Laurasiatheria. Samen vormen deze twee groepen de clade Boreoeutheria en Exafroplacentalia (Boreoeutheria+Xenarthra).

## Taxonomie
De Euarchontoglires wordt door veel biologen als volgt ingedeeld:
- Superorde Euarchontoglires
  - Clade Glires
    - Orde Rodentia (Knaagdieren)
    -  Orde Lagomorpha (Haasachtigen)

  - Clade Euarchonta
    -  Orde Scandentia (Toepaja's)

  -  Clade Primatomorfa
    - Orde Dermoptera (Huidvliegers); maar 2 niet-uitgestorven soorten
    -  Orde Primates (Primaten) + Plesiadapiformes (Vroeg-Paleoceen tot Laat-Eoceen, nu uitgestorven)